# 卢伊埃戈
卢伊埃戈，是西班牙卡斯蒂利亚-莱昂莱昂省的一个市镇。 总面积132平方公里， 2001年普查人口總數為943人，人口密度為每平方公里7人。